# Symmacra ochrea
Symmacra ochrea är en fjärilsart som beskrevs av W. Warren 1897. Symmacra ochrea ingår i släktet Symmacra och familjen mätare. Inga underarter finns listade i Catalogue of Life.